# Arnold Brügger
Pour les articles homonymes, voir Brügger.
Arnold Brügger, né le 18 octobre 1888 à Meiringen et mort le 2 avril 1975 dans la même commune, est un peintre suisse.

## Biographie
Arnold Brügger est né le 18 octobre 1888 à Meiringen. Ses œuvres sont sous l'influence des grands courants de son temps : à partir du cubisme, de l'orphisme et du futurisme[pas clair]. Il a été particulièrement marqué[réf. nécessaire] par les œuvres du peintre français Paul Cézanne. 
Il était l'ami de Otto Morach, et de Fritz Baumann (de). Comme beaucoup d'artistes[réf. nécessaire], il a trouvé une reconnaissance artistique tardive par le grand public. Il est mort le 2 avril 1975 dans sa commune natale.